# Pool Malebo
Pool Malebo també conegut com a Mpumbu, Llac Nkunda o Llac Nkuna pels indígenes locals en temps precolonials, és un eixamplament semblant a un llac al curs inferior del riu Congo. El riu serveix de frontera entre la República del Congo al nord i la República Democràtica del Congo al sud.
Té aproximadament 35 km de llarg, i 23 km d'ample, i té diverses illes en el centre, de les quals la més gran és l'Illa Mbamu al costat oest.
La capital de la República Democràtica del Congo, Kinshasa i la de la República del Congo, Brazzaville, es troben a la vora oposades de Pool Malebo.
Pool Malebo és el començament de la part navegable del Riu Congo, ja que just una mica més avall el riu descendeix en una sèrie de ràpids coneguts com les Cascades Livingstone.